# Cultuurgebonden syndroom
Een cultuurgebonden syndroom is een gemoedstoestand of psychische aandoening die zich uitsluitend of voornamelijk voordoet in een bepaalde cultuur of culturele groep. Aandoening is in dit geval een relatief begrip: wat door buitenstaanders als pathologisch gedrag wordt gezien, kan in de eigen cultuur als een normaal verschijnsel worden beschouwd.
Bij niet-westerse aandoeningen bestaan vaak overeenkomsten met aandoeningen zoals beschreven in de westerse medische literatuur (bijvoorbeeld het DSM-IV), maar zijn er tevens symptomen die duidelijk gebonden zijn aan de betreffende cultuur. Zo kent het Chinese classificatiesysteem (CCMD-2) een specifieke vermelding voor de psychotische verschijnselen die soms bij qigong optreden, terwijl deze aandoening niet specifiek is omschreven in het westerse classificatiesysteem.
De westerse cultuur kent zelf ook een aantal aandoeningen die daarbuiten niet voorkomen, bijvoorbeeld bepaalde vormen van eetstoornis.

## Enige voorbeelden van cultuurgebonden syndromen
- Amok
- Bouffée delirante
- Boulimia nervosa[bron?]
- Dhat
- Hwa-byung
- Koro
- Latah
- Meervoudigepersoonlijkheidsstoornis[bron?]
- Pibloktoq
- Qi gong-psychose
- Susto
- Taijin kyofusho